# Apremont (Oise)
Apremont – miejscowość i gmina we Francji, w regionie Hauts-de-France, w departamencie Oise.
Według danych na rok 1990 gminę zamieszkiwały 862 osoby, a gęstość zaludnienia wynosiła 63 osoby/km² (wśród 2293 gmin Pikardii Apremont plasuje się na 335. miejscu pod względem liczby ludności, natomiast pod względem powierzchni na miejscu 244.).